# Короморо
Короморо (исп. Coromoro) — город и муниципалитет в северо-восточной части Колумбии, на территории департамента Сантандер. Входит в состав провинции Гуанента.

## История
Поселение, из которого позднее вырос город, было основано Фра Гильермо Диасом 6 апреля 1729 года. Муниципалитет Короморо был выделен в отдельную административную единицу в 1932 году.

## Географическое положение

Муниципалитет Короморо

Город расположен в юго-восточной части департамента, в горной местности Восточной Кордильеры, на правом берегу реки Яма (Río Yama), на расстоянии приблизительно 87 километров к юго-юго-востоку (SSE) от города Букараманги, административного центра департамента. Абсолютная высота — 1530 метров над уровнем моря.
Муниципалитет Короморо граничит на севере с территорией муниципалитета Моготес, на северо-востоке — с муниципалитетом Сан-Хоакин, на востоке — с муниципалитетом Онсага, на юге — с муниципалитетом Энсино, на западе — с муниципалитетом Чарала, на юго-востоке — с территорией департамента Бояка. Площадь муниципалитета составляет 247 км².

## Население
По данным Национального административного департамента статистики Колумбии, совокупная численность населения города и муниципалитета в 2015 году составляла 7558 человек.
Динамика численности населения муниципалитета по годам:
| 2005 | 2006 | 2007 | 2008 | 2009 | 2010 | 2011 | 2012 | 2013 | 2014 | 2015 |
| ---- | ---- | ---- | ---- | ---- | ---- | ---- | ---- | ---- | ---- | ---- |
| 7376 | 7415 | 7430 | 7439 | 7456 | 7472 | 7491 | 7500 | 7521 | 7544 | 7558 |

Согласно данным переписи 2005 года мужчины составляли 53,4 % от населения Короморо, женщины — соответственно 46,6 %. В расовом отношении белые и метисы составляли 89,5 % от населения города; негры, мулаты и райсальцы — 10,5 %.
Уровень грамотности среди всего населения составлял 84,9 %.

## Экономика
Основу экономики Короморо составляет сельское хозяйство.
55,2 % от общего числа городских и муниципальных предприятий составляют предприятия торговой сферы, 22,4 % — предприятия сферы обслуживания, 15,5 % — промышленные предприятия, 6,9 %— предприятия иных отраслей экономики.